# Trachinops caudimaculatus
Trachinops caudimaculatus és una espècie de peix de la família Plesiopidae i de l'ordre dels perciformes.

## Morfologia
Els mascles poden assolir els 15 cm de longitud total.

## Distribució geogràfica
És un endemisme d'Austràlia Meridional i Tasmània.